# Havardia albicans
Havardia albicans là một loài thực vật có hoa trong họ Đậu. Loài này được (Kunth) Britton & Rose miêu tả khoa học đầu tiên.